# Salote Tupou III
Salote Tupou III (Tonga, 13 maart 1900 - Auckland, 16 december 1965) was de koningin van Tonga van 1918 tot haar dood in 1965. Ze was de dochter van koning George Tupou II, en de moeder van Taufa'ahau Tupou IV. Ze was de 21e en laatste persoon met de titel Tu'i Kanokupolu.
Naast haar koninklijke werk was ze ook het hoofd van het Comité voor Tongaanse Tradities tussen 1954-1965, en was ze beschermvrouw van het Tongaanse Rode Kruis.
Ze was een schrijfster, en schreef twee boeken, "Ko e Tohi 'a 'Ene 'Afio ko Kuini Salote Tupou" en "Ko e Ngaahi Tohi 'a 'Ene 'Afio 1958-1959".
Ze woonde de troonsbestijging van koningin Elizabeth II in Londen bij in 1953 en kreeg toen grote populariteit bij het publiek. Tijdens de rijtoer begon het te regenen, en alle hoogwaardigheidsbekleders lieten de kap van hun rijtuig sluiten, zodat zij droog zaten en de toeschouwers hen niet meer konden zien. De koningin van Tonga hield de kap van het rijtuig echter open. 
Koningin Elizabeth bezocht haar in 1954.
Salote bracht stabiliteit na de Eerste Wereldoorlog, en ontwikkelde gezondheidszorg en onderwijsprogramma's voor haar volk.
Ze overleed op 16 december 1965 in Auckland, Nieuw-Zeeland.

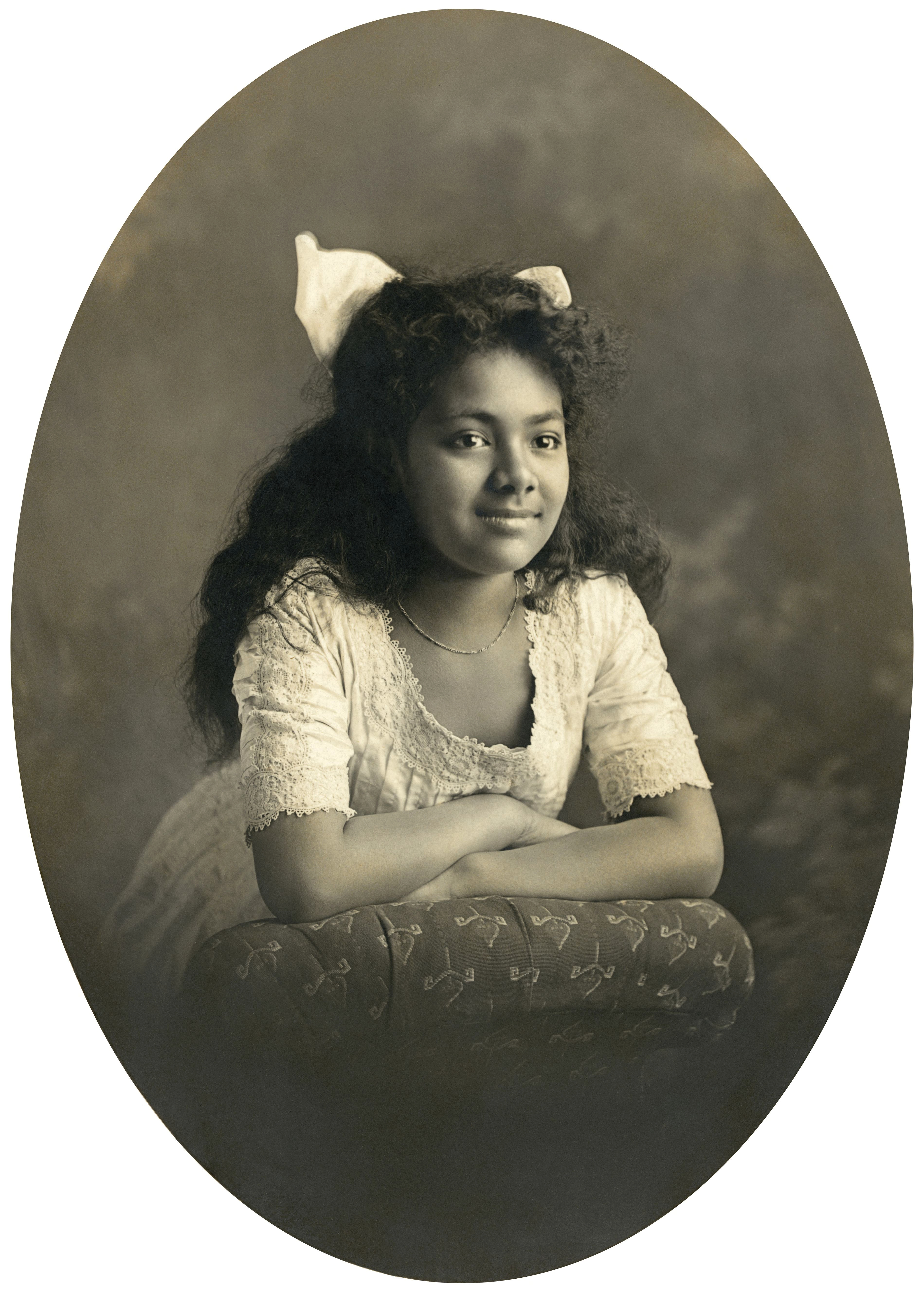
Salote Tupou III (1908)
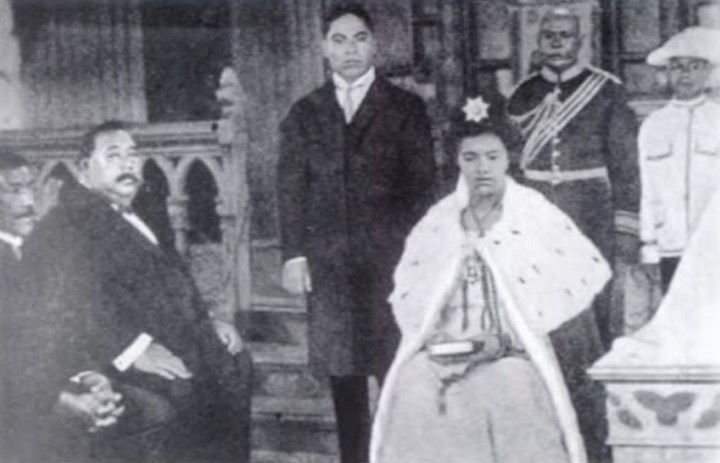
Kroning van koningin Salote